# Морганы

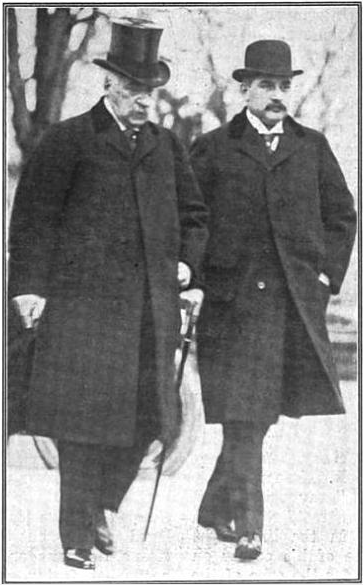
Джон Пирпонт Морган (1837—1913), основатель династии, и его сын Джон Пирпонт «Джек» Морган-младший (1867—1943)

Морганы (англ. Morgan) — американская династия банкиров, существующая с конца XIX века.

## История
Основатель династии — Джон Пирпонт Морган (1837—1913). Он родился в семье Джуниуса Спенсера Моргана (1813—1890), американо-британского банкира, основателя банковской фирмы J.S. Morgan & Co. со штаб-квартирой в Лондоне и офисами в США. В 1871 году Джон Пирпонт стал партнёром в компании Drexel, Morgan & Co. (совместно с Энтони Дрекселем) в Нью-Йорке. После смерти партнёра в 1893 году фирма была преобразована в банкирский дом J.P. Morgan & Co.. Фирма была тесно связана с отделениями банковской фирмы отца.
В конце XIX — начале XX веков банкирский дом J.P. Morgan & Co. доминировал в сфере корпоративных финансов и консолидации промышленности. Он принял участие в создании корпораций General Electric, U.S. Steel, International Harvester и AT&T. Джон Пирмонт руководил банковской коалицией, которая, в отсутствие в то время Центрального банка, прекратила банковскую панику 1907 года.
В 1913 году управление банковской корпорацией J.P. Morgan & Co. перешло к Джону Пирпонту «Джек» Моргану-младшему (1867—1943). После принятия в 1933 году закона Гласса — Стиголла, запретившего коммерческим банкам заниматься инвестиционной деятельностью и положившего конец эпохе баронов-разбойников, банковская корпорация была разделена на коммерческий банк J.P. Morgan & Co. и инвестиционный банк Morgan Stanley, управляемый Генри Стёрджисом Морганом-старшим (1900—1982), сыном Джека Моргана. В 1942 году J.P. Morgan & Co. стала публичной компанией, поэтому Морганы потеряли возможность полного контроля над ней.
В 1959 году банк J.P. Morgan & Co. слился с Guaranty Trust Company of New York и стал называться Morgan Guaranty Trust Company. В 2000 году банк был приобретён Chase Manhattan Bank для формирования JPMorgan Chase, одного из крупнейших банков мира. По состоянию на 2009 год он имеет самый большой хедж-фонд в США, составляющий 53,5 миллиарда долларов. Другим крупным активом был банк Bankers Trust, приобретённый в 1998 году Deutsche Bank.

## Состояние
По оценке The New York Times Джон Пирпонт Морган являлся 24-м самым богатым человеком в истории США с учётом инфляции, его состояние составляло 38 миллиардов долларов в пересчёте на 2007 год.
По данным историков Майкла Клеппера (англ. Michael M. Klepper) и Роберта Гунтера (англ. Robert E. Gunther), Морган имел одно из самых высоких отношений состояния к валовому национальному продукту, а именно 328.
По данным Большой советской энциклопедии, по состоянию на конец 1970 года контролируемые членами семьи активы превышали 90 миллиардов долларов, из которых 40 миллиардов приходились на кредитно-финансовую сферу.